# John Landy
Pour les articles homonymes, voir Landy (nom de famille).
John Michael Landy  (né le 12 avril 1930 à Hawthorn et mort le 24 février 2022 à Castlemaine) est un athlète australien spécialiste du 1 500 mètres et du mile (1 609 m).
Licencié au Geelong Guild Athletics Club, il mesure 1,82 m pour 69 kg. Il est l'ancien détenteur des records du monde d'athlétisme réalisés lors de la même course le 21 juin 1954 du 1 500 mètres en 3 min 41 s 8 et du mile en 3 min 58 s 0. Il est célèbre pour avoir couru « The Miracle Mile ».

## Carrière
Aux Jeux de l'Empire britannique et du Commonwealth de 1954, à Vancouver, John Landy court avec Roger Bannister « The Miracle Mile » (le prodigieux mile). C'est lors de cette course, qu'il perd, que lui et Bannister sont les premiers à briser la barrière des quatre minutes au mile, chose réputée alors impossible, en terminant en 3 min 58 s 8 pour Bannister et en 3 min 59 s 6 pour Landy.
Lors des Jeux olympiques d'été de 1956, il prête le serment olympique. Lors de la compétition, il remporte une médaille de bronze en 3 min 42 s 0 au 1 500 mètres.

### Palmarès
| Date | Compétition                                     | Lieu      | Résultat | Épreuve      | Performance  |
| ---- | ----------------------------------------------- | --------- | -------- | ------------ | ------------ |
| 1954 | Jeux de l'Empire britannique et du Commonwealth | Vancouver | 2e       | 1 mile       | 3 min 59 s 6 |
| 1956 | Jeux olympiques d'été                           | Melbourne | 3e       | 1 500 mètres | 3 min 42 s 0 |

### Records
| Épreuve      | Performance  | Lieu  | Date |
| ------------ | ------------ | ----- | ---- |
| 1 500 mètres | 3 min 41 s 8 | Turku | 1954 |
| Mile         | 3 min 58 s 0 | Turku | 1954 |